# توربول

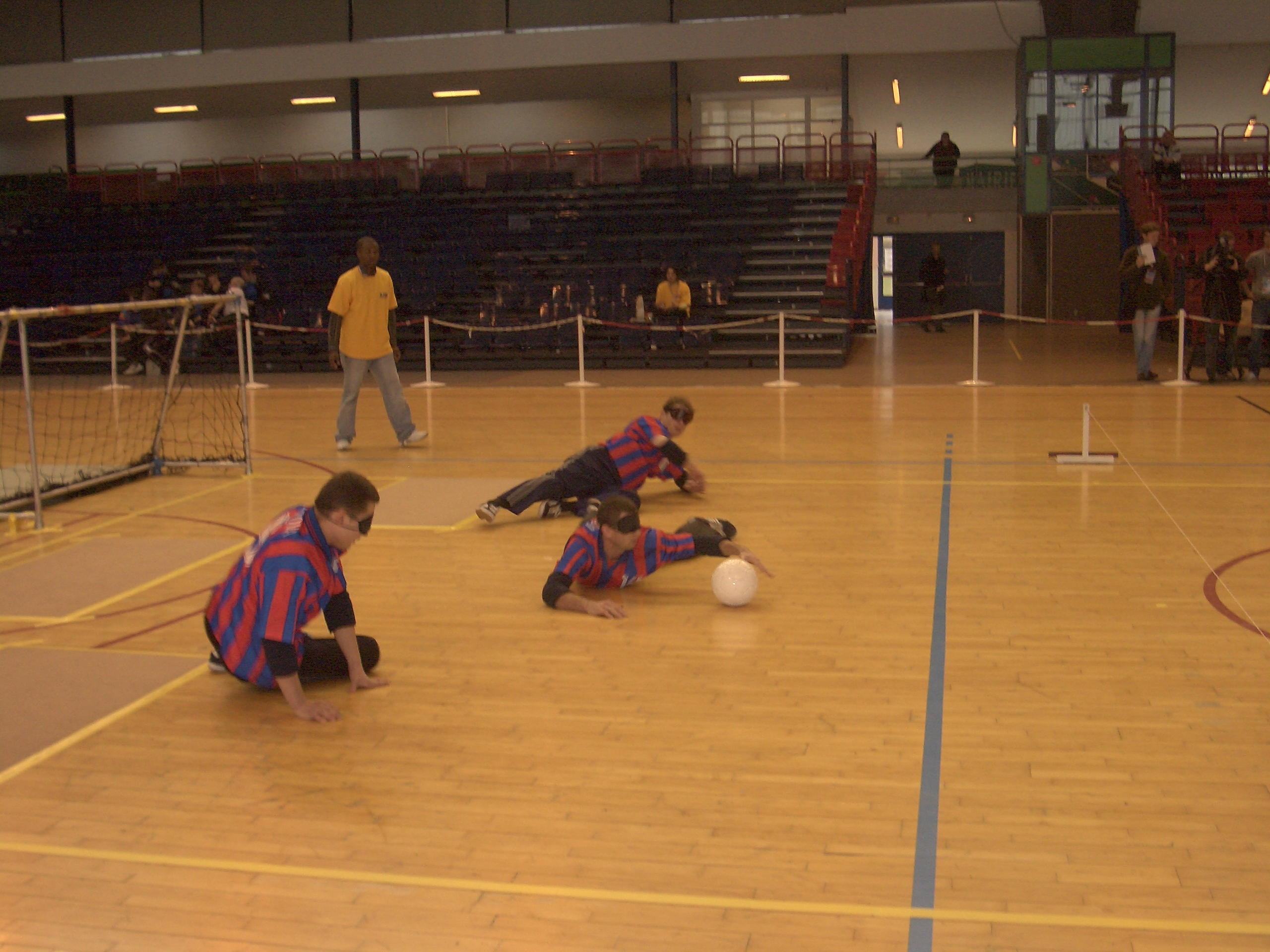
فريق MEAN في بطولة كأس توربول الأوروبية، باريس (2007)، يظهر خطآ متموجآ عبر الملعب

كرة الهدف ( بالألمانية : Torball) هي رياضة جماعية للمكفوفين وضعاف البصر، قد تم تطويرها في سبعينيات القرن العشرين في وسط أوروبا.  مع بعض الهياكل المشابهة في القواعد في الثمانينيات، حيث تعتبر مختلفة عن لعبة كرة الهدف الجماعية في الألعاب البارالمبية.  تم الاعتراف بهذه الرياضة بشكل رسمي من قبل الاتحاد الدولي للرياضات للمكفوفين في عام 2010.

## وصف
تلعب لعبة توربول بين فريقين على جانبين متقابلين من ملعب داخلي. يتكون كل فريق في هذه الرياضة من ثلاثة لاعبين. يكون في الجزء الأوسط من الحقل، هناك ثلاثة حبال ممتدة عبر العرض بأكمله. في كل نهاية من الملعب يوجد هدف يمتد أيضآ على كامل العرض (7 م (23 قدم) ) من الحقل. الكرة المستخدمة في اللعب تشبه كرة القدم ولكن بداخلها أجراس يمكن سماعها عندما تتدحرج عبر ملعب اللعب.
الهدف الرئيسي في اللعبة هو تسجيل أكبر عدد ممكن من الأهداف عن طريق دحرجة الكرة تحت الحبال الثلاثة إلى مرمى الفريق المنافس. تتكون الفرق المكونة من ثلاثة لاعبين من المهاجمين والمدافعين خلال فترتين تكون مدتهما خمس دقائق. إذا لمست الكرة أحد الحبال الثلاثة، يتم احتساب ركلة جزاء، حيث يغادر أحد اللاعبين الملعب ويجب على اللاعبين المتبقيين محاولة الدفاع عن مرماهم للحصول على "رمية" واحدة من الفريق المنافس.